# Pyrgomantis singularis
Pyrgomantis singularis är en bönsyrseart som beskrevs av Gerstaecker 1869. Pyrgomantis singularis ingår i släktet Pyrgomantis och familjen Tarachodidae. Inga underarter finns listade i Catalogue of Life.